# Vlag van Franekeradeel

Vlag van de gemeente Franekeradeel
(1984-2018)

Vlag van de gemeente Franekeradeel
(1962-1984)

Vlag van de gemeente Franekeradeel
(voor 1962)

De vlag van Franekeradeel is op 2 januari 1984 vastgesteld als de gemeentelijke vlag van de Friese gemeente Franekeradeel (Fries: Frjentsjerteradiel). De vlag kan als volgt worden beschreven:
Blauw met een gele vluchtschuinbaan met een breedte van 1/3 vlaghoogte; in de hijsdriehoek een gele luidklok met klepel en in de gele baan in het midden van de vlag een rode roos; in de vluchtdriehoek een gele gebundelde korenschoof.
Al deze afbeeldingen en kleuren zijn afkomstig van het gemeentewapen.
Per 1 januari 2018 is de gemeente Franekeradeel opgegaan in de nieuwe gemeente Waadhoeke. De gemeentevlag van Franekeradeel is hierdoor komen te vervallen.

## Voorgaande vlag
Tot de gemeentelijke herindeling van 1984 besloeg de toenmalige gemeente Franekeradeel een veel kleiner gebied. Deze gemeente had sinds 28 november 1962 een vlag met de volgende beschrijving:
Blauw, met een linkerschuinbalk van geel, met daarop aan de stokzijde een roos van rood.
Deze vlag was afgeleid van het toenmalige gemeentewapen.
Deze gemeente had een eerdere vlag voor 1962 met de volgende beschrijving:
Drie evenhoge banen van geel en rood, met op het rood een vijfbladige witte roos.
Kleuren en de vlag was afgeleid van het toenmalige gemeentewapen.

## Verwante afbeeldingen

Het wapen van Franekeradeel (1984)
Het wapen van Franekeradeel (1816)

Aengwirden 
· Baarderadeel 
· Barradeel 
· het Bildt 
· Bolsward 
· Boornsterhem 
· Dokkum 
· Dongeradeel 
· Doniawerstal 
· Ferwerderadeel 
· Franeker 
· Franekeradeel 
· Gaasterland 
· Gaasterland-Sloten 
· Haskerland 
· Hemelumer Oldeferd 
· Hennaarderadeel 
· Hindeloopen 
· Idaarderadeel 
· IJlst 
· Kollumerland en Nieuwkruisland 
· Leeuwarderadeel 
· Lemsterland 
· Littenseradeel 
· Menaldumadeel 
· Nijefurd 
· Oostdongeradeel 
· Rauwerderhem 
· Schoterland 
· Skarsterlân 
· Sloten 
· Sneek 
· Stavoren 
· Terschelling en Vlieland 
· Utingeradeel 
· Westdongeradeel 
· Wonseradeel 
· Workum 
· Wymbritseradeel